# 史进前
史进前（1917年—2008年），原名蒲恒温，男，山西定襄人，中华人民共和国军事人物，中国人民解放军少将。1965年至1966年任中国人民解放军总政治部保卫部部长。